# Janis Martin (Sängerin, 1939)

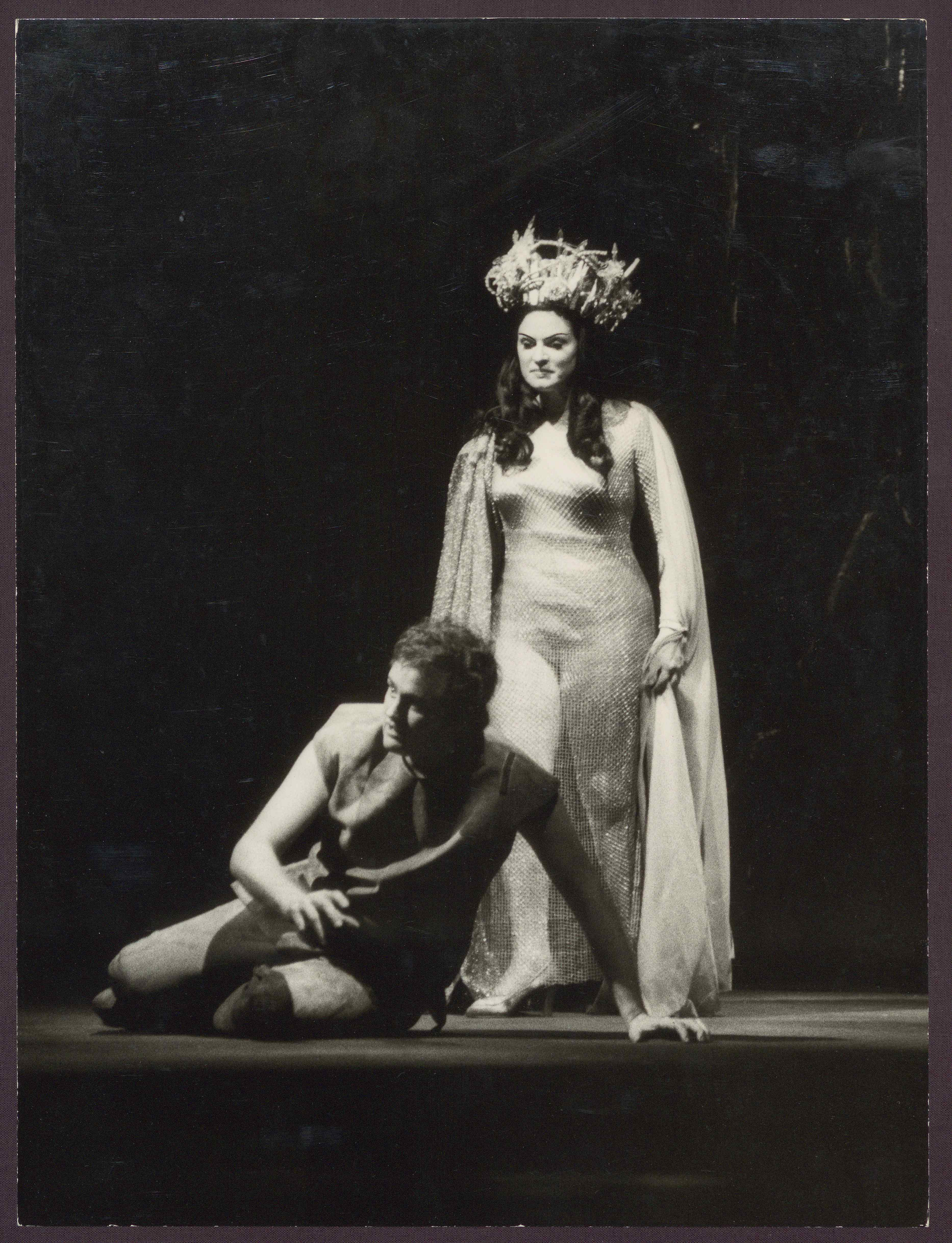
Janis Martin als Kundry und Michael Trimble in Parsifal am Badischen Staatstheater Karlsruhe (1968/69)

Janis Martin (* 16. August 1939 in Sacramento, Kalifornien; † 14. Dezember 2014 in San Antonio, Texas) war eine amerikanische Opernsängerin (Mezzosopran, Sopran).

## Leben
Nach Gesangsstudien in Sacramento und New York erhielt Martin 1960 ein erstes Engagement am Opernhaus in San Francisco. Sie sang zunächst Mezzosopran-Rollen wie Venus in Tannhäuser und der Sängerkrieg auf Wartburg, Marina in Boris Godunow und Mrs. Quickly in Falstaff. Nachdem sie 1962 den Gesangswettbewerb der Metropolitan Opera in New York gewonnen hatte, erhielt sie dort einen Dreijahresvertrag. 1965 nahm sie ein Engagement am Opernhaus in Nürnberg an. Ab 1970 wechselte sie ins Sopran-Fach. Sie trat an der Mailänder Scala, an der Staatsoper Wien, der Grand Opéra Paris, an der Deutschen Oper Berlin, an der Covent Garden Opera in London sowie in Monte Carlo, Amsterdam, Zürich, Hamburg, München, Stuttgart, Köln und Frankfurt a. M. auf.
Besonders geschätzt wurde sie als Interpretin der Opernpartien von Richard Wagner wie Isolde in Tristan und Isolde, Kundry in Parsifal und Brünnhilde in Der Ring des Nibelungen. In Wien übernahm sie 1972 in einer Neuinszenierung des Fliegenden Holländers die Senta. Zwischen 1968 und 1997 war sie regelmäßig bei den Bayreuther Festspielen zu hören.

## Aufnahmen
- Schönberg: Erwartung CBS
- Wagner: Rienzi (Rolle: Adriano) EMI
- Wagner: Die Meistersinger von Nürnberg (Rolle: Magdalene) Orfeo
- Wagner: Das Rheingold (Rolle: Fricka) Myto
- Wagner: Tannhäuser (Rolle: Venus) Melodram
- Wagner: Der fliegende Holländer (Rolle: Senta) Decca
- Wagner: Die Walküre (Rolle: Brünnhilde) Exclusive
- Zemlinsky: Der Traumgörge (Rolle: Prinzessin/Gertraud) Capriccio